# Ålesund
Ålesund je grad i središte istoimene općine u okrugu Møre og Romsdal u Norveškoj. 

## Zemljopis
Grad se nalazi u zapadnoj Norveškoj u regiji Vestlandet (Zapadna Norveška),  236 km sjeveroistočno od Bergena. Zauzima sedam otoka Heissa, Aspøya, Nørvøya, Oksnøya, Ellingsøya, Humla, i Tørla. Centar grada je smješten na otocima Aspøya i Nørvøy, dok se na Heissi i Oksnøyi nalaze stambena područja. Nedaleko od grada nalaze se fjord Hjørundfjorden i Geirangerfjord koji je pod zaštitom UNESCO-a.

## Stanovništvo
Prema podacima o broju stanovnika iz 2010. godine u općini živi 42.982 stanovnika.

## Gradovi prijatelji
- Danska - Randers
- Island - Akureyri
- Švedska - Västerås
- Finska - Lahti
- Italija - Borgo a Mozzano
- SAD - Tacoma
- Francuska - Ville d´EU
- Škotska - Peterhead

## Vanjske poveznice
- Službene stranice općine

### Ostali projekti
|  | Zajednički poslužitelj ima još gradiva o temi Ålesund |